# Зятковецький район
Зяткове́цький райо́н — колишній район Гайсинської округи.
Утворений 7 березня 1923 року з центром у Зятківцях.
Розформований 19 листопада 1924 року з передачею Бубнівки і Дмитрівки до складу Ладижинського району, Цвіліхівки — до складу Теплицького, решти території — до складу Гайсинського району тої самої округи.